# Disney's Princess Collection
Disney's Princess Collection: The Music of Hopes, Dreams and Happy Endings é o álbum de estreia da franquia Disney Princesa. O álbum esteve entre os mais vendidos no segmento infantil na lista da Billboard.   Ele foi lançado em 12 de Março de 1996 pela Walt Disney Records. 

## Faixas
| Versão padrão |                                         |                                                                    |                                |         |  |
| N.º           | Título                                  | Compositor(es)                                                     | Filme                          | Duração |  |
| 1.            | "Colors of the Wind"                    | Alan Menken, Stephen Schwartz                                      | Pocahontas                     | 3:34    |  |
| 2.            | "Part of Your World"                    | Alan Menken, Howard Ashman                                         | A Pequena Sereia               | 3:14    |  |
| 3.            | "A Whole New World"                     | Alan Menken, Tim Rice                                              | Aladdin                        | 2:41    |  |
| 4.            | "Home"                                  |                                                                    | A Bela e a Fera                | 3:50    |  |
| 5.            | "Just Around The Riverbend"             | Alan Menken, Stephen Schwartz                                      | Pocahontas                     | 2:30    |  |
| 6.            | "Something There"                       | Alan Menken, Howard Ashman                                         | A Bela e a Fera                | 2:17    |  |
| 7.            | "Someday My Prince Will Come"           | Frank Churchill, Larry Morey                                       | Branca de Neve e os Sete Anões | 1:54    |  |
| 8.            | "So This Is Love"                       | Mack David, Jerry Livingston, Al Hoffman                           | Cinderela                      | 1:32    |  |
| 9.            | "I'm Wishing/One Song"                  | Frank Churchill, Larry Morey                                       | Branca de Neve e os Sete Anões | 3:07    |  |
| 10.           | "I Wonder"                              | Berlin Symphony Orchestra, George Bruns, Winston Hibler, Ted Sears | A Bela Adormecida              | 1:32    |  |
| 11.           | "A Dream Is a Wish Your Heart Makes"    | Mack David, Jerry Livingston, Al Hoffman                           | Cinderela                      | 3:19    |  |
| 12.           | "Main Title/Once Upon a Dream/Prologue" | Sammy Fain, Jack Lawrence                                          | A Bela Adormecida              | 2:46    |  |